# 江淮官话
江淮官话，又称淮語、寧白、下江官话、下江话、江淮话、江北話，是南方官话的重要组成部分。江淮话在词汇、音韵、语法等方面与北方官话相比都具有较大差异，最大特色就是江淮官话完全保留了入声系统，其他官話幾乎完全失去入聲。
由於江淮官話含有入聲，和中古音傳承明顯，所以其中分尖團、分平翹的南京官話清末之前一直是官話標準音。清末以後，從政治角度而不是語言學角度，逐漸以北京話爲現代標準漢語之基礎，北京官話被當作官話典範，於是有汉语言学者認爲江淮話應該和曾列為官話但因有入聲的晉語一样獨立出官話，和吴语、粤语等為同層級，並且改稱為淮语。
江淮话的使用者约有7000多万，如果将其划出官话，其使用者将在中国语言中排第3位，仅次于官话、吴语。现今，江淮话的定位是与吴语同一层级的漢語分支，还是官话的下级方言，依旧存在争议。

## 分佈地區
江淮官话主要分布在苏、皖兩省中部、鄂东，此外还有赣北、豫南及其它省份的少量方言岛。

## 内部分區
江淮官话下面分3个方言片：洪巢片、通泰片、黄孝片。
分片的主要依据是古入声字的今读：洪巢片有入声韵，除庐江无为等地入不分阴阳；通泰片有入声韵，分阴入、阳入；黄孝片多数地区古入声字不分阴阳，读舒声韵，归于单独的入声调类，但枞阳桐城等地有少量字归入阳入，非咸山入声韵不混舒声韵。黄孝片的武穴黄梅蕲春以及枞阳桐城部分地区入声短促且多数有喉塞音，如下表:291-292：
| 方言片 | 方言点                | 八           | 福         | 各         | 麦          | 月          | 毒           |
| ------ | --------------------- | ------------ | ---------- | ---------- | ----------- | ----------- | ------------ |
| 通泰片 | 南通                  | pɒʔ43        | foʔ43      | koʔ43      | moʔ5        | yʔ5         | tʰoʔ5        |
| 通泰片 | 如東                  | pɛʔ5(baēh)   | foʔ5(fōh)  | kaʔ5(gāh)  | moʔ2(móh)   | yuʔ2(yúh)   | tʰoʔ2(tóh)   |
| 通泰片 | 泰興                  | piɛʔ43(baēh) | fɔʔ43(fōh) | kɑʔ43(gāh) | mɔʔ45(móh)  | yuʔ45(yúh)  | tʰɔʔ45(tóh)  |
| 通泰片 | 泰州 (通泰拼音[4])    | pɛʔ3(baēh)   | fɔʔ3(fōh)  | kaʔ3(gāh)  | mɔʔʔ45(móh) | yʊʔʔ45(yúh) | tʰɔʔʔ45(tóh) |
| 洪巢片 | 扬州 (揚州拼音)       | pæʔ4 (bajq)  | fɔʔ4 (foq) | kaʔ4 (kaq) | mɔʔ4 (mawq) | yeʔ4 (yq)   | tɔʔ4 (doq)   |
| 洪巢片 | 连云港                | pɐ24         | fuʊ24      | kɐ24       | mə24        | yə24        | tuʊ24        |
| 洪巢片 | 涟水                  | paʔ34        | fɔʔ34      | kɑʔ34      | mɔʔ34       | uɪʔ34       | tɔʔ34        |
| 洪巢片 | 南京 (南京拼音[5][6]) | paʔ5 (ba⁵)   | fuʔ5 (fu⁵) | koʔ5 (go⁵) | mɛʔ5 (mä⁵)  | yeʔ5 (üe⁵)  | tuʔ5 (du⁵)   |
| 洪巢片 | 芜湖                  | paʔ5         | foʔ5       | koʔ5       | məʔ5        | yeʔ5        | toʔ5         |
| 洪巢片 | 合肥                  | pɐʔ5         | fəʔ5       | kɐʔ5       | mɐʔ5        | yɐʔ5        | tuəʔ5        |
| 黄孝片 | 枞阳                  | paʔ5         | fəʔ5       | koʔ5       | meʔ5        | yeʔ5        | təʔ5         |
| 黄孝片 | 安庆                  | pa55         | fu55       | ko55       | me55        | ye55        | teu55        |
| 黄孝片 | 红安                  | pa214        | fu214      | ko214      | mæ214       | ʯæ214       | təu214       |
| 黄孝片 | 孝感                  | pa13         | fu13       | ko13       | mɛ13        | ʯɛ13        | təu13        |
| 黄孝片 | 英山                  | pa213        | fu213      | ko213      | mɛ213       | ʯɛ213       | təu213       |

### 洪巢片
洪巢片分布较广，主要分布在从连云港到铜陵（市区）的广大地区，东部淮东片，即民间俗称“苏北话”，以扬州话、淮安话、盐城话为代表，西部淮西片以南京话、合肥话为代表。
安徽淮河沿岸，是淮語向中原官話的过渡地區，往往語言交雜。

### 通泰片
通泰片（通州-泰州片），又稱泰如片（泰州-如東片），分布在泰州地區（除靖江中東部）和南通地區（除启东、海门、通州东部、如东东南部兵房一带）、鹽城地區（东台、大丰、鹽都南角）、揚州市江都東部及高郵東南角、鎮江市揚中，常州、江陰、張家港沿江也有分佈，和普通话差异非常大，随着地区层层递进和洪巢片也有较大程度差异。

### 黄孝片
黄孝片（黄岡-孝感片）分布在湖北东部，江西九江、安徽安庆(市区及东北部）和河南信阳南部一带，其是否属于江淮官话存在争议。1948年赵元任称其「可以算典型的楚語」。在中國語言地圖集第二版中，原第一版裏屬於洪巢片的安慶市區、樅陽縣、桐城市被劃至黃孝片。
另，湖北西北部与陕西交界处竹山、竹溪二县的方言在《湖北方言調查報告》中與黃岡、孝感等地方言歸爲與同一類；在《中国语言地图集》中，被标成与长江南岸的黃石方言相同的類型，未标出与江北的黄冈方言的联系。

## 語音特點
江淮官话的主要特点是：
- 区别于其他官话方言的主要特点是江淮方言全区皆保留入声，洪巢片、通泰片有入声调类且有入声韵，黃孝片多数地區无入聲韵但有獨立的入聲調類。
- 声母浊音清化，古全濁聲母逢塞音、塞擦音，洪巢片、黃孝片平聲讀送氣清音，仄聲讀不送氣清音；通泰片不論平仄一律讀送氣清音[來源請求];
- 除通泰片及鹽城地區和湖北的蕲春黄梅武穴外大部分地区洪音泥、來不分，疑母洪音[ŋ]、影母[∅]混同；
- 韵母系统没有华北官话那么接近明代早期官话的代表——《韻略易通》音系。

## 備註
1. ↑  此處的「楚語」与東周時楚國的楚語不是一个概念。此處趙元任語出自1948年《湖北方言調查報告》，爲與湖北省西南官話、贛語這類在其他省有廣泛分佈的語言對比，意爲江淮官話黃孝片主要在湖北省分佈，但少見于其他省。